# 촛대

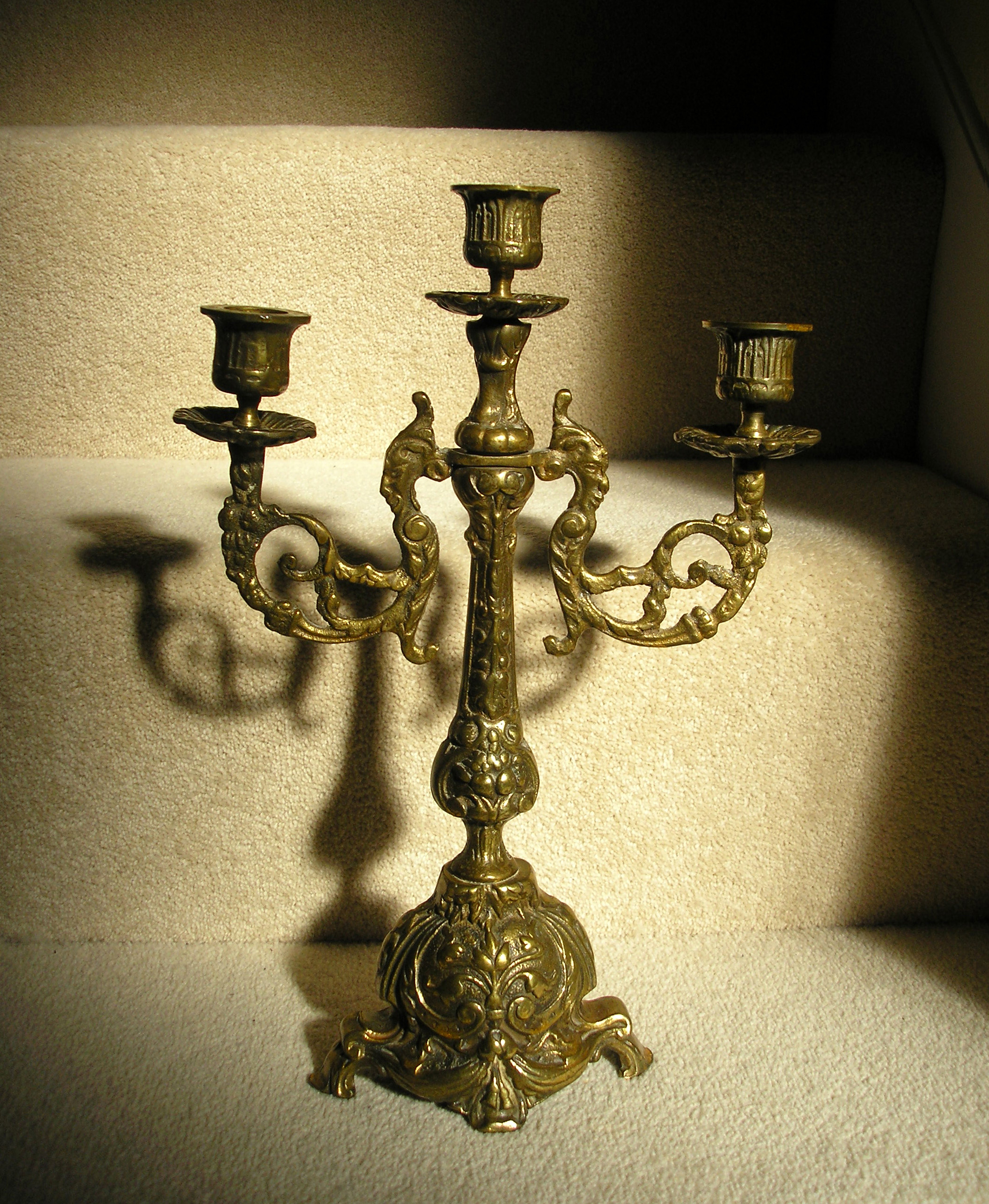
촛대

촛대(-臺)는 초를 세우기 위한 받침대이다. 즉, 촛대는 양초를 제자리에 고정하는 데 사용되는 장치이다. 촛대에는 양초를 제자리에 고정하기 위한 컵이나 스파이크 또는 둘 다가 있다.
전기가 확산되기 전에는 떨어지는 촛농을 받기 위해 팬이 달린 짧은 촛대인 챔버 스틱을 사용하여 양초를 칸 사이로 운반했다.
전 세계 대부분의 지역에서 전기 조명이 양초를 단계적으로 사용하지 않고 있지만, 촛대는 여전히 가정에서 장식 요소로 사용되거나 특별한 경우에 분위기를 더하기 위해 사용된다.

## 종교적 이용
양초와 촛대는 종교의식과 기능적, 상징적 조명으로서 영적인 수단으로도 자주 사용된다.
유대인 가정에서는 매주 금요일 해질녘에 안식일의 시작을 알리기 위해 두 개의 양초를 켜므로 촛대가 종종 전시된다. 메노라(menorah)로 알려진 일곱 가지 촛대는 고대 예루살렘 성전에서 사용되었던 촛대를 본따서 이스라엘 국가의 국가 상징이다. 많은 유대인 가정에서 발견되는 또 다른 특별한 촛대는 하누카 메노라로, 8개의 양초와 나머지 양초를 밝히기 위한 추가 1개의 양초를 담고 있다.
키가 큰 촛대와 제단 램프는 기독교 교회에서도 흔히 볼 수 있다.
디키리온(dikirion)과 트리키리온(trikirion)이라고 불리는 2개와 3개의 가지를 가진 특별한 촛대 세트는 동방 가톨릭과 동방 정교회 주교들이 예배에서 사람들을 축복하기 위해 사용한다.
1955년 이전에는 가톨릭교회에서 삼중촛대가 사용되었다.